# Heidrunea
Genre
Heidrunea est un genre d'araignées aranéomorphes de la famille des Trechaleidae.

## Distribution
Les espèces de ce genre sont endémiques d'Amazonas au Brésil,.

## Liste des espèces
Selon World Spider Catalog (version 17.0, 25/04/2016) :
- Heidrunea arijana Brescovit & Höfer, 1994
- Heidrunea irmleri Brescovit & Höfer, 1994
- Heidrunea lobrita Brescovit & Höfer, 1994

## Publication originale
- Brescovit & Höfer, 1994 : Heidrunea, a new genus of the spider subfamily Rhoicininae (Araneae, Trechaleidae) from central Amazonia, Brazil. Andrias, vol. 13, p. 71-80.